# NGC 371
NGC 371 је расејано звездано јато у сазвежђу Тукан које се налази на NGC листи објеката дубоког неба.
Деклинација објекта је - 72° 3' 54" а ректасцензија 1h 3m 26,0s. Привидна величина (магнитуда) објекта NGC 371 износи 13,8. NGC 371 је још познат и под ознакама ESO 51-SC14.